# Општина Сингурени (Ђурђу)
Сингурени (рум. Singureni) општина је у Румунији у округу Ђурђу.
Oпштина се налази на надморској висини од 68 m.